# Vaire-Arcier
Vaire-Arcier è un comune francese di 529 abitanti situato nel dipartimento del Doubs nella regione della Borgogna-Franca Contea.

## Società

### Evoluzione demografica
Abitanti censiti